# 双子群礁

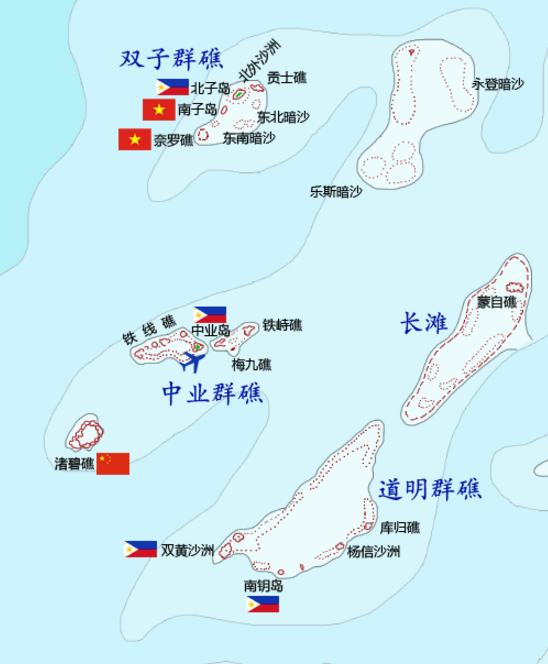

双子群礁（North Danger Reefs），是南中國海南沙群岛西北部第一列环礁，由贡士礁、北子岛、北外沙洲、南子岛、奈罗礁、东南暗沙、东北暗沙和北子暗沙等组成。目前菲律賓、越南兩國各據北子島、南子島。

## 歷史
“占城”渔民可能是最早发现这种双子群礁的人。但是，越南人经常在这里展示自己的存在。
从15世纪开始，越南皇帝开始关注南中国海的岛屿。
1776年，黎贵惇写在撫邊雜錄中，涉及双子群礁和黄沙隊的活动。

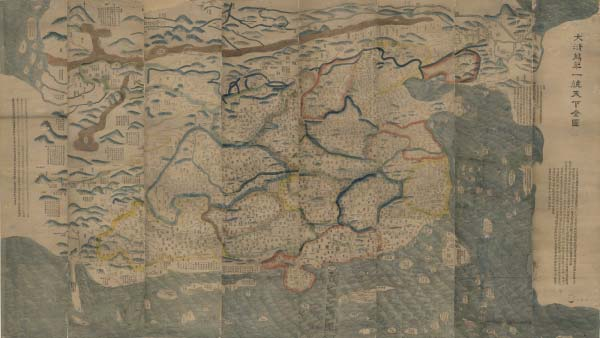
大清萬年一統天下全圖

1811年（清嘉庆十六年），《大清万年一统天下全图》绘制完成，目前藏于美国国会图书馆。全图由8块条幅拼合而成，总长235cm，总宽148cm。依图上文字所载，此图乃据乾隆三十二年（1767）浙江余姚黄千人的旧图摹刻增补而成。
自幼随父出入东西洋、曾任台湾总兵的陈伦炯于1730年（雍正八年）撰写《海國聞見錄》，其中《南洋記》部分的一些文字可帮助解读此地图左下角的“大、小昆仑”：
“廈門至暹羅水程，過七州洋見外羅山，向南見玳瑁洲、鴨洲，見崑崙，偏西見大真嶼、小真嶼，轉西北，取笔架山。向北至暹罗港口竹屿一百八十八更，入港又四十更，共水程二百二十八更。而东联柬埔寨，仅水程一百三十更...”
地图左下角的“大、小昆仑”即昆仑群岛（法语：Îles Poulo-Condore，越南语：Côn Đảo／崑島）。
1838年，明命帝（越南）允许测量并绘制该海域的地图。它被称为"大南ー统全图"，其中清楚地显示了越南的南沙群岛和西沙群岛。
1879年，英国海军部出版《航海指南》卷二，其中第四章第68-69页描述了双子群礁，最后提到了海南岛渔民的活动：
|  | 来自海南岛的中国渔民常来双子群礁采集海参和龟壳等，他们饮用位于北子礁（东北礁）中心的一口水井。 |

（英语原文：The cays are frequented by Chinese fishermen from Hainan, who collect bêche-de-mer, turtle-shell, etc, and supply themselves with water from a well in the centre of the north-eastern cay.）
越南是法国殖民地时，法国政府继续代表越南与黄沙和南沙群岛一起管理双子群礁。
1904年，清朝测量并出版了"皇朝直省地舆全图"。该图最南端是海南岛，没有南沙群岛和西沙群岛。
1935年，中華民国政府公布名称为北险礁。
1958年，越南共和国海军在北子岛和南子岛上建立了主权里程碑。
1970年，菲律宾海军占领了越南的北子岛。
目前，越南军队正在管理南子岛。菲律宾占领北子岛。

## 地理位置
- 东距永登暗沙约16海里，南距中业群礁约19海里
- 分布在北緯11°23'至10°28'、東經114°19'至114°25'之間。

## 地質地形
- 是一近似菱形的环礁，东北至西南长约16km，宽8.3km。
- 西北部发育形成有北子岛和南子岛，低潮时东北端露出贡士礁，西南露出奈罗礁。
- 环礁中浅湖水深30—50米，环礁外围是水深1000—1500米的深海。